# Тойота Ленд Крузър (Прадо)
„Тойота Ленд Крузър“ (Toyota Land Cruiser) е модел пълноразмерни SUV автомобили (сегмент J) на японската компания „Тойота“, произвеждани в пет последователни поколения от 1990 година (с номенклатурни номера J70, J90, J120 и J150).
„Тойота“ използват търговското наименование „Ленд Крузър“ и за две други серии автомобили:
- „Тойота Ленд Крузър“, първоначалният извъншосеен модел, произвеждан с номенклатурни номера BJ/FJ, J20/J30, J40 и J70 от 1951 година до наши дни
- „Тойота Ленд Крузър“ с номенклатурни номера J55, J60, J80, J100 и J200 – обособена през 1967 година и първоначално ориентирана към по-голям комфорт за пътниците и повече товарно пространство

Моделът, продаван на някои пазари, като японския, под търговската марка „Тойота Ленд Крузър Прадо“, е обособен от основната линия на „Тойота Ленд Крузър“ през 1990 година, като първото му поколение от 1984 година дотогава се предлага като модификация на основния модел, предназначена за лек режим на работа. След 2015 година това е единствената серия на „Ленд Крузър“, продавана за обща употреба в Европа.
| Тойота Ленд Крузър J70             |                                       |
|                                    |                                       |
| Произвеждан                        | 1990 – 1996                           |
| Задвижване                         |                                       |
| Двигател                           | 2,4 – 2,7 l бензин 2,4 – 3,0 l дизел  |
| Скоростна кутия                    | 5 степени ръчна 4 степени автоматична |
| Други характеристики               |                                       |
| Междуосие                          | 2730 mm                               |
| Дължина                            | 4585 mm                               |
| Ширина                             | 1690 mm                               |
| Височина                           | 1885 mm                               |
| Тегло                              | 1890 kg                               |
| Тойота Ленд Крузър J70 в Общомедия |                                       |

| Тойота Ленд Крузър J90             |                                       |
|                                    |                                       |
| Произвеждан                        | 1996 – 2002                           |
| Задвижване                         |                                       |
| Двигател                           | 2,7 – 3,4 l бензин 2,8 – 3,0 l дизел  |
| Скоростна кутия                    | 5 степени ръчна 4 степени автоматична |
| Други характеристики               |                                       |
| Междуосие                          | 2730 – 3675 mm                        |
| Дължина                            | 4240 – 4675 mm                        |
| Ширина                             | 1820 mm                               |
| Височина                           | 1880 mm                               |
| Тегло                              | 1740 – 1960 kg                        |
| Тойота Ленд Крузър J90 в Общомедия |                                       |

| Тойота Ленд Крузър J120             |                                           |
|                                     |                                           |
| Произвеждан                         | 2002 – 2009                               |
| Задвижване                          |                                           |
| Двигател                            | 2,7 – 4,0 l бензин 3,0 l дизел            |
| Скоростна кутия                     | 5/6 степени ръчна 4/5 степени автоматична |
| Други характеристики                |                                           |
| Междуосие                           | 2455 – 2790 mm                            |
| Дължина                             | 4365 – 4850 mm                            |
| Ширина                              | 1790 – 1875 mm                            |
| Височина                            | 1850 – 1865 mm                            |
| Тегло                               | 1915 – 2025 kg                            |
| Тойота Ленд Крузър J120 в Общомедия |                                           |

| Тойота Ленд Крузър J150             |                                                      |
|                                     |                                                      |
| Произвеждан                         | 2009 – 2023                                          |
| Задвижване                          |                                                      |
| Двигател                            | 2,7 – 4,0 l бензин 2,8 – 3,0 l дизел                 |
| Мощност                             | 120 – 207 kW 163 – 282 к.с.                          |
| Въртящ момент                       | 248 – 450 N.m                                        |
| Скоростна кутия                     | 5/6 степени ръчна 5/6 степени автоматична            |
| Разход на гориво                    | 10,6 – 11,7 l/100 km бензин 7,2 – 8,2 l/100 km дизел |
| Други характеристики                |                                                      |
| Максимална скорост                  | 165 – 175 km/h                                       |
| Ускорение 0-100 km/h                | 13,9 – 8,8 s                                         |
| Междуосие                           | 2450 – 2790 mm                                       |
| Дължина                             | 4395 – 4840 mm                                       |
| Ширина                              | 1885 mm                                              |
| Височина                            | 1830 – 1890 mm                                       |
| Тегло                               | 2035 – 2495 kg                                       |
| Тойота Ленд Крузър J150 в Общомедия |                                                      |

| Тойота Ленд Крузър J250             |                                                                            |
|                                     |                                                                            |
| Произвеждан                         | от 2023                                                                    |
| Задвижване                          |                                                                            |
| Двигател                            | 2,4 – 2,7 l бензин 2,4 l бензин хибрид 2,8 l дизел                         |
| Мощност                             | 120 – 243 kW 163 – 330 к.с.                                                |
| Въртящ момент                       | 246 – 630 N.m                                                              |
| Скоростна кутия                     | 6/8 степени автоматична                                                    |
| Разход на гориво                    | 13,3 l/100 km бензин 10,2 l/100 km бензин хибрид 9,6 – 10,2 l/100 km дизел |
| Други характеристики                |                                                                            |
| Максимална скорост                  | 160 – 175 km/h                                                             |
| Междуосие                           | 2850 mm                                                                    |
| Дължина                             | 4925 mm                                                                    |
| Ширина                              | 1940 – 1980 mm                                                             |
| Височина                            | 1925 – 1935 mm                                                             |
| Тегло                               | 2160 – 2560 kg                                                             |
| Тойота Ленд Крузър J250 в Общомедия |                                                                            |